# Heliport Saattut

i7
i11
i13
Der Heliport Saattut (ICAO-Code: BGST) ist ein Hubschrauberlandeplatz in Saattut im nordwestlichen Grönland. Da er kein Abfertigungsgebäude besitzt, wird der Heliport auch als Helistop bezeichnet.

## Lage und Ausstattung
Der Heliport liegt etwas östlich des Dorfs, liegt auf einer Höhe von 131 Fuß und hat eine mit Steinen bedeckte kreisrunde Landefläche mit einem Durchmesser von 30 m.

## Fluggesellschaften und Ziele
Der Heliport wird von Air Greenland bedient, welche regelmäßige Flüge zum Heliport Ikerasak und zum Heliport Uummannaq anbietet. Von dort aus kann der Flughafen Qaarsut erreicht werden.